# Dobra Sela
Dobra Sela este un sat din comuna Šavnik, Muntenegru. Conform datelor de la recensământul din 2003, localitatea are 154 de locuitori (la recensământul din 1991 erau 134 de locuitori).

## Demografie
În satul Dobra Sela locuiesc 126 de persoane adulte, iar vârsta medie a populației este de 40,6 de ani (41,1 la bărbați și 40,1 la femei). În localitate sunt 45 de gospodării, iar numărul mediu de membri în gospodărie este de 3,42.
Populația localității este foarte eterogenă.
|  |

| Demografie | Demografie | Demografie |
| An         | Locuitori  | Locuitori  |
| ---------- | ---------- | ---------- |
|            |            |            |
|            |            |            |
|            |            |            |
|            |            |            |
| 1948       | 209        |            |
| 1953       | 229        |            |
| 1961       | 222        |            |
| 1971       | 182        |            |
| 1981       | 158        |            |
| 1991       | 134        | 134        |
| 2003       | 154        | 154        |

| \| Componența etnică conform recensământului din 2003[2] \| Componența etnică conform recensământului din 2003[2] \| Componența etnică conform recensământului din 2003[2] \| Componența etnică conform recensământului din 2003[2] \| Componența etnică conform recensământului din 2003[2] \| \| ----------------------------------------------------- \| ----------------------------------------------------- \| ----------------------------------------------------- \| ----------------------------------------------------- \| ----------------------------------------------------- \| \| \| \| \| \| \| \| Sârbi \| Sârbi \| \| 91 \| 59,09% \| \| Muntenegreni \| Muntenegreni \| \| 59 \| 38,31% \| \| Croați \| Croați \| \| 1 \| 0,64% \| \| necunoscută \| necunoscută \| \| 2 \| 1,29% \| |              |  |    |        |
| Componența etnică conform recensământului din 2003 |              |  |    |        |
| |              |  |    |        |
| Sârbi | Sârbi        |  | 91 | 59,09% |
| Muntenegreni | Muntenegreni |  | 59 | 38,31% |
| Croați | Croați       |  | 1  | 0,64%  |
| necunoscută | necunoscută  |  | 2  | 1,29%  |